# Quy tắc Allen

Cùng thể tích nhưng diện tích bề mặt khác nhau, từ đó tỷ lệ S/V khác nhau: Hai hình hộp chữ nhật, mỗi hình hộp đều gồm 8 khối đơn vị bằng nhau, nhưng hình hộp bên trái có bề mặt S = 24 đơn vị, còn hình hộp bên phải có S = 28 đơn vị diện tích, lớn hơn = 28/24 = 1,17 lần.

Quy tắc Allen là một quy tắc sinh thái học cho rằng: ở động vật hằng nhiệt thì các bộ phận nhô ra khỏi cơ thể (tai, đuôi, chi) của loài thích nghi với khí hậu lạnh luôn nhỏ hơn của loài tương đồng thích nghi với khí hậu nóng. Ví dụ: thỏ ôn đới (lạnh) có tai, đuôi và bàn chân nhỏ hơn tai, đuôi và bàn chân của thỏ nhiệt đới (nóng).
Quy tắc này được đặt theo tên nhà động vật học người Mỹ Joel Asaph Allen (phát âm IPA: /ăl′ən/) là người đầu tiên phát hiện và mô tả vào năm 1877. 
Tổng quát hơn, quy tắc Allen cho rằng tỷ số diện tích bề mặt cơ thể (kí hiệu là S - gốc từ surface) với thể tích cơ thể (kí hiệu là V - gốc từ volume) của các loài tương đồng thuộc nhóm động vật hằng nhiệt là khác nhau, biểu hiện sự thích nghi với nhiệt độ môi trường sống. Nghĩa là hai loài có họ hàng (loài tương đồng) mà có cùng thể tích cơ thể như nhau (V bằng nhau), thì loài nào thích nghi với khí hậu lạnh sẽ có tỉ số S/V nhỏ hơn. Đặc điểm này giúp loài ôn đới hạn chế mất nhiệt, còn loài nhiệt đới tăng toả nhiệt.
Quy tắc này thể hiện rõ nhất ở thú, các loài thường được lấy làm ví dụ là thỏ, cáo.

## Giải thích
Quy tắc Allen dự đoán rằng các động vật hằng nhiệt với cùng một thể tích cơ thể thì nên có diện tích bề mặt cơ thể khác nhau để hỗ trợ hoặc cản trở chúng tản nhiệt.
Động vật sinh sống trong khí hậu lạnh cần bảo tồn càng nhiều nhiệt càng tốt, quy tắc Allen dự đoán rằng chúng phải có tỉ lệ S/V thấp để giảm thiểu tản nhiệt, giúp chúng thích nghi tốt hơn với khí hậu lạnh. Với loài động vật sinh sống trong khí hậu ấm áp, quy tắc Allen dự đoán ngược lại: chúng nên có tỷ lệ diện tích bề mặt với thể tích cao hơn vì các động vật nhiệt đới cần tối đa hóa diện tích bề mặt cơ thể để giúp chúng thoát nhiệt nhiều hơn. Động vật nhiệt đới có thể điều chỉnh nhiệt độ cơ thể của chúng hiệu quả hơn, do đó tiết kiệm năng lượng và có thể được sử dụng cho các nhiệm vụ sống khác.
R.L.Nudds và S.A.Oswald lập luận vào năm 2007 rằng sự ủng hộ thực nghiệm cho quy tắc Allen là thấp, ngay cả khi đó là "một nguyên lý sinh thái đã được thiết lập". Họ nói rằng sự ủng hộ cho quy tắc này chủ yếu bắt nguồn từ nghiên cứu về các loài đơn lẻ, vì các nghiên cứu về nhiều loài dễ bị "nhầm lẫn" bởi những tác động của quy tắc Bergmann và nhiều sự thích nghi khác, do đó chống lại phát biểu của quy tắc Allen.
J.S.Alho và cộng sự vào năm 2011 công bố rằng mặc dù quy tắc Allen ban đầu được xây dựng cho động vật hằng nhiệt, nó cũng có thể được áp dụng cho động vật biến nhiệt, các loài mà nhiệt độ cơ thể phụ thuộc môi trường. Theo quan điểm của họ, động vật máu lạnh có tỉ lệ diện tích bề mặt cơ thể với thể tích thấp sẽ nóng lên và hạ nhiệt chậm hơn, và khả năng chống lại sự thay đổi nhiệt độ này có thể thích nghi trong "môi trường có nhiệt độ không đồng nhất". Alho nói rằng đã có một mối quan tâm mới về quy tắc Allen do sự nóng lên toàn cầu và "những thay đổi vi mô" được dự đoán bởi quy tắc này.

## Ở động vật
Mặc dù có rất nhiều ngoại lệ, nhiều quần thể động vật vẫn phù hợp quy tắc Allen. Gấu bắc cực có tứ chi, cổ và tai rất ngắn, phù hợp với quy tắc Allen. Vào năm 2007, R.L.Nudds và S.A.Oswald nghiên cứu độ dài tiếp xúc ở chân chim biển và thấy rằng diện tích tiếp xúc chân tỉ lệ thuận với nhiệt độ môi trường tối đa, tuân theo quy tắc Allen. J.S.Alho và các đồng nghiệp cho rằng độ dài xương chày và xương đùi lớn nhất ở các quần thể ếch ở các vĩ độ trung bình và thấp (ở vùng nhiệt đới), đúng với dự đoán của quy tắc Allen cho động vật nhiệt đới. Quần thể cùng loài ở các vĩ độ khác nhau cũng có thể tuân theo quy tắc Allen.

## Ở con người

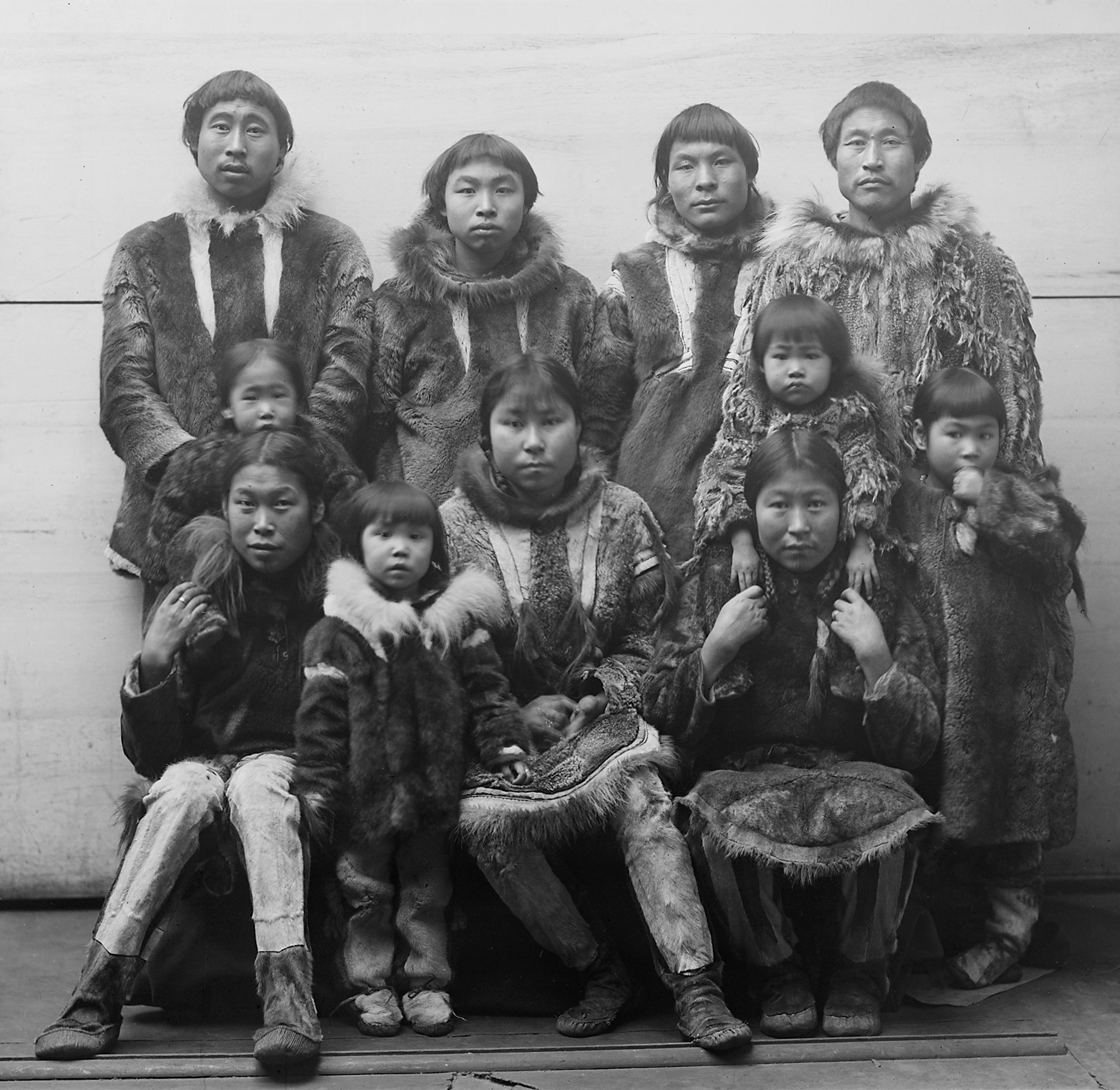
"Người Eskimo" bởi nhiếp ảnh gia William Dinwiddie (năm 1894)

Sự khác biệt trong tứ chi cũng đã được quan sát ở các khu vực khác nhau của một vùng dân cư trú tại các vĩ độ khác nhau. Môi trường tại vĩ độ cao cao hơn thường có nhiệt độ thấp hơn. Ở Peru, những người sống ở những nơi cao hơn thường có tay chân ngắn hơn, trong khi những người cùng quần thể sống ở vùng duyên hải thấp hơn thường còn có tay chân và thân mình lớn hơn.
Katzmarzyk và Leonard lưu ý tương tự vào năm 1998 rằng các quần thể người xuất hiện theo những dự đoán của quy tắc Allen.:494 Có một mối liên hệ tỉ lệ nghịch giữa chỉ số cơ thể và nhiệt độ trung bình hàng năm ở quần thể người bản địa,:490 có nghĩa là người sống ở khu vực lạnh hơn có khối lượng và chiều cao lớn hơn những người có nguồn gốc sống ở khu vực nóng hơn. Chiều cao tương đối khi ngồi cũng có tương quan nghịch với nhiệt độ của quần thể người bản địa,:487–88 có nghĩa là người sống ở vùng lạnh hơn có tỷ lệ của độ dài chân và chiều cao nhỏ hơn những người có nguồn gốc từ vùng ấm áp.
Năm 1968, A. T. Steegman đã có một cuộc điều tra với giả định rằng quy tắc Allen tạo ra những cấu trúc cấu hình mặt của người da vàng. Steegman đã làm một thử nghiệm liên quan đến sự tồn tại của chuột trong môi trường lạnh, cho thấy những con chuột có đường mũi hẹp, khuôn mặt rộng hơn, đuôi ngắn hơn và chân ngắn hơn sống sót tốt hơn trong cái lạnh. Kết quả thử nghiệm này có điểm tương đồng với đặc điểm của người da vàng, đặc biệt là người Eskimo và người Aleut, bởi vì họ có hình thái tương tự theo quy tắc Allen: đoạn mũi hẹp, đầu tương đối lớn, tròn, hàm lớn, cơ thể tương đối lớn và chân tay ngắn.

## Cơ chế
Một yếu tố có thể góp phần vào quy tắc Allen là sự phát triển của sụn: ít nhất một phần phụ thuộc vào nhiệt độ. Nhiệt độ có thể trực tiếp ảnh hưởng đến sự phát triển của sụn, cung cấp một lí do sinh học giải thích cho quy tắc này. Các thí nghiệm đã nuôi chuột ở 2 độ, 26 độ hoặc 48 độ C và sau đó đo đuôi và tai của chúng. Người ta nhận thấy rằng đuôi và tai ngắn hơn đáng kể ở những con chuột lớn lên trong cái lạnh so với những con chuột lớn lên ở nhiệt độ ấm hơn, mặc dù tổng trọng lượng cơ thể chúng giống nhau. Họ cũng nhận thấy rằng những con chuột sống trong môi trường nhiệt độ thấp có ít máu chảy trong các chi hơn. Khi các nhà khoa học theo dõi sự phát triển xương ở nhiệt độ khác nhau, kết quả cho thấy rằng các mẫu được nuôi cấy ở nhiệt độ ấm hơn có sự tăng trưởng sụn đáng kể hơn so với những mẫu ở nhiệt độ lạnh hơn.